# ヴァイオリン協奏曲第3番 (モーツァルト)
ヴァイオリン協奏曲第3番 ト長調 K. 216 は、ヴォルフガング・アマデウス・モーツァルトが1775年に作曲した3番目のヴァイオリン協奏曲。『シュトラスブルク（Straßburg）』の愛称で呼ばれることもある。

## 概要
本作は1775年の9月12日にザルツブルクで作曲され、全5曲あるモーツァルトのヴァイオリン協奏曲の中でいわば最初の成功作といえる。
前作の第2番を作曲してから3か月しか経っていないのにもかかわらず、その間に技術的にも内容的にも飛躍的な進歩を見せており、モーツァルトのヴァイオリン協奏曲の特色が遺憾なく発揮され、充実した作品でもある。

## 楽器編成
ヴァイオリン独奏、フルート2（第2楽章）、オーボエ2（第1、第3楽章）、ホルン2、弦五部。

## 構成
全3楽章、演奏時間は約26分である。
- 第1楽章 アレグロ
ト長調、4分の4拍子、協奏曲風ソナタ形式。
お使いのブラウザーでは、音声再生がサポートされていません。音声ファイルをダウンロードをお試しください。
冒頭でオーケストラによって第1主題が提示されるが、この第1主題はモーツァルトが本作を作曲する数か月前に書き上げたオペラ『牧人の王』K. 208の第3曲のアリア「穏やかな空気と晴れた日々」の前奏部分から転用されたものである。
- 第2楽章 アダージョ
ニ長調、4分の4拍子、三部形式。
お使いのブラウザーでは、音声再生がサポートされていません。音声ファイルをダウンロードをお試しください。
全5曲あるモーツァルトのヴァイオリン協奏曲のうち、オーボエの代わりにフルートが使用された唯一の楽章[1]であり、ヴァイオリニストのレオポルト・アウアーはこの楽章について「驚嘆すべきアダージョ」と称賛している。
- 第3楽章 ロンドー：アレグロ
ト長調、8分の3拍子、ロンド形式。
お使いのブラウザーでは、音声再生がサポートされていません。音声ファイルをダウンロードをお試しください。